# دار دش
دار دَش بازیگر اهل آمریکا است. او پس از فارغ‌التحصیل شدن از آموزشگاه هنرهای نمایشی لندن، در سالن تئاتر نورث‌همپتون به عنوان شخصیتی در نمایشنامه قفس شیشه‌ای بازی کرد.

## اوایل زندگی
دش در شهر فرفکس در ایالت ویرجینیا به دنیا آمد و بزرگ شد. پدر او ایرانی‌تبار و مادرش کوبایی با تبار اسپانیایی است. دش چهار برادر دارد و فرزند سوم خانواده است.

## فعالیت‌ها
او علاو بر ایفای نمایش در تئاتر، در فیلم‌های متعددی نیز بازی کرده‌است از جمله در سریال کوتاه زندانی‌ها در شبکه ای‌ام‌سی، فیلم طفره‌زن شهر، فیلم مشاور و سریال جاناتان کریک در شبکه بی‌بی‌سی.
او در سال ۲۰۱۴ در جشنواره بین‌المللی اکشن آن فیلم نامزد دریافت جایزه بهترین بازیگر نقش دوم برای بازی در فیلم کوتاه وارهول شد.
او در سال ۲۰۱۷ در نمایشنامه در رویداد فاجعه‌بار ماه در نقش ویلیام سفایر در تئاتر ۵۰۳ در لندن ایفای نقش کرد.
او در سال ۲۰۱۸ برای بازی در بازی ویدئویی ابرقهرمانان لگویی مارول ۲ در نقش شاهین‌چشم، جایزه بهترین اجرای نقش دوم را برنده شد.
وی همچنین برای برندهای آمریکایی و انگلیسی صداپیشگی می‌کند.
دش و همسرش، الکسیس پیترمن، مالک کافی‌شاپ Drink Me Eat Me در شهر لندن هستند.

## فیلم‌شناسی

### فیلم و تلویزیون
| سال  | عنوان                | نقش          | یادداشت                                        |
| ---- | -------------------- | ------------ | ---------------------------------------------- |
| ۲۰۰۹ | Free Agents          | پیت          | تلویزیون                                       |
| ۲۰۰۹ | زندانی               | ۴۶–۵         | قسمت: "قسمت ۲: هماهنگی"، تلویزیون، سریال کوتاه |
| ۲۰۱۲ | City Slacker         | الکس         | فیلم                                           |
| ۲۰۱۲ | تاریکی در نور        | هامان        | فیلم                                           |
| ۲۰۱۳ | مشاور                | مشروب فروش   | فیلم                                           |
| ۲۰۱۴ | جاناتان کریک         | کوین         | قسمت:نفرین لامپ برنزی، تلویزیون                |
| ۲۰۱۴ | وارهول               | فرانک لاکوود | فیلم کوتاه                                     |
| ۲۰۱۵ | فلورانس فاستر جنکینز | آنتونیو      | فیلم                                           |
| ۲۰۱۸ | تعارف                | امید         | فیلم کوتاه                                     |

### بازی‌های ویدئویی
| سال  | عنوان                     | نقش                               | یادداشت |
| ---- | ------------------------- | --------------------------------- | ------- |
| ۲۰۱۲ | Forza Horizon             | زکی ملک (بازیگر)                  |         |
| ۲۰۱۵ | Guitar Hero Live          | گوناگون (گوینده)                  |         |
| ۲۰۱۷ | Xenoblade Chronicles 2    | داگاس (گوینده)                    |         |
| ۲۰۱۷ | گوست ریکان سرزمین‌های وحشی | دنگوسو (گوینده)                   |         |
| ۲۰۱۷ | لگو مارول سوپر قهرمانان ۲ | شاهین‌چشم و مرد شگفت‌انگیز (گوینده) |         |
| ۲۰۱۸ | یک راه خروج               | گوناگون (گوینده)                  |         |